# Pływanie synchroniczne na Igrzyskach Azjatyckich 2010
Pływanie synchroniczne na Igrzyskach Azjatyckich 2010 odbyła się w dniach 19 – 21 listopada w Kantonie. Miejscem zmagań zawodniczek był Foshan Aquatics Centre.

## Program
|  | Eliminacje |  | Finały |

| Konkurencja | Konkurencja | 19.11 | 20.11 | 21.11 |
| ----------- | ----------- | ----- | ----- | ----- |
| Duety       |             |       |       |       |
| Drużynowo   |             |       |       |       |
| Kombinacja  |             |       |       |       |

## Medaliści
| Konkurencja: | 1. miejsce | 2. miejsce | 3. miejsce |
| Duety        | Jiang Wenwen Jiang Tingting                                                                                                   | Yukiko Inui Chisa Kobayashi | Park Hyun-sun Park Hyun-ha |
| Drużynowo    | Liu Ou Luo Xi Chang Si Jiang Wenwen Jiang Tingting Wu Yiwen Huang Xuechen Sun Wenyan Chen Xiaojun Yu Lele                     | Yukiko Inui Chisa Kobayashi Yumi Adachi Mai Nakamura Mayo Itoyama Aika Hakoyama Miho Arai Kurumi Yoshida Yui Ueminami Misa Sugiyama | Jang Hyang-mi Kim Jong-hui Kim Jin-gyong Wang Ok-gyong Kim Yong-mi Kim Su-hyang Kim Ok-gyong So Un-byol                                                                           |
| Kombinacja   | Liu Ou Luo Xi Chang Si Jiang Wenwen Jiang Tingting Wu Yiwen Huang Xuechen Shi Xin Sun Wenyan Fan Jiachen Chen Xiaojun Yu Lele | Yukiko Inui Chisa Kobayashi Yumi Adachi Mai Nakamura Mayo Itoyama Aika Hakoyama Miho Arai Kurumi Yoshida Yui Ueminami Misa Sugiyama | Ainur Kerej Aigerim Issajewa Aigerim Zheksembinowa Aleksandra Nemich Jekaterina Nemich Amina Jermakhanowa Tatjana Kukharskaja Aigerim Anarbajewa Aisulu Nauruzbajewa Anna Kulkina |

## Klasyfikacja medalowa
| Klasyfikacja medalowa | Klasyfikacja medalowa | Klasyfikacja medalowa | Klasyfikacja medalowa | Klasyfikacja medalowa | Klasyfikacja medalowa |
| --------------------- | --------------------- | --------------------- | --------------------- | --------------------- | --------------------- |
| Miejsce               | Reprezentacja         | Złoto                 | Srebro                | Brąz                  | Razem                 |
| 1.                    | Chiny                 | 3                     | -                     | -                     | 3                     |
| 2.                    | Japonia               | -                     | 3                     | -                     | 3                     |
| 3.                    | Kazachstan            | -                     | -                     | 1                     | 1                     |
| 3.                    | Korea Południowa      | -                     | -                     | 1                     | 1                     |
| 3.                    | Korea Północna        | -                     | -                     | 1                     | 1                     |